# Скантеја (Јаломица)
Скантеја (рум. Scânteia) насеље је у Румунији у округу Јаломица у општини Скантеја. Oпштина се налази на надморској висини од 33 m.

## Становништво
Према подацима из 2002. године у насељу је живело 4364 становника, од којих су сви румунске националности.

### Хронологија
| Година       | 1992 | 1993 | 1994 | 1995 | 1996 | 1997 | 1998 | 1999 | 2000 | 2001 | 2002 | 2003 | 2004 | 2005 | 2006 | 2007 | 2008 | 2009 | 2010 | 2011 | 2012 | 2013 | 2014 | 2015 | 2016 | 2017 |
| ------------ | ---- | ---- | ---- | ---- | ---- | ---- | ---- | ---- | ---- | ---- | ---- | ---- | ---- | ---- | ---- | ---- | ---- | ---- | ---- | ---- | ---- | ---- | ---- | ---- | ---- | ---- |
| Становништво | 4510 | 4474 | 4455 | 4388 | 4365 | 4338 | 4343 | 4338 | 4377 | 4355 | 4316 | 4310 | 4316 | 4299 | 4298 | 4263 | 4247 | 4212 | 4140 | 4083 | 4012 | 3972 | 3943 | 3900 | 3871 | 3827 |